# 리베르다지

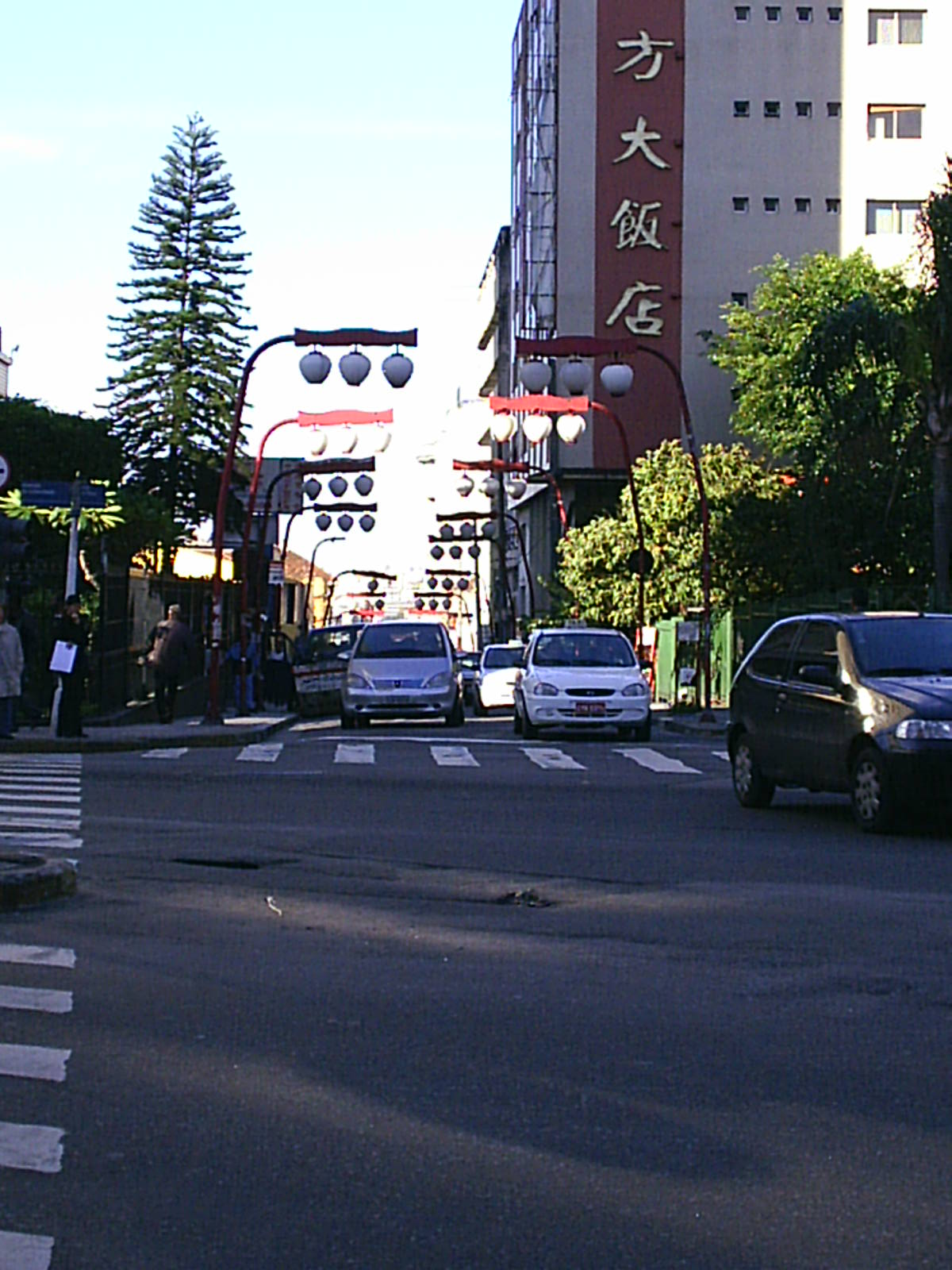
리베르다지 거리의 모습.

리베르다지(브라질 포르투갈어: Liberdade, 일본어: リベルダーデ)는 브라질 상파울루의 96지구 중 하나이다. 리베르다지는 미국의 재팬타운과 맞먹는 일본인들이 거주하며, 중국인과 한국인도 많이 거주한다. 거주 인구는 총 57,860명 (2010년 기준)이다.
1950년대 이후로, 일본 이외 세계에서 가장 많은 일본인이 거주하는 도시이다.

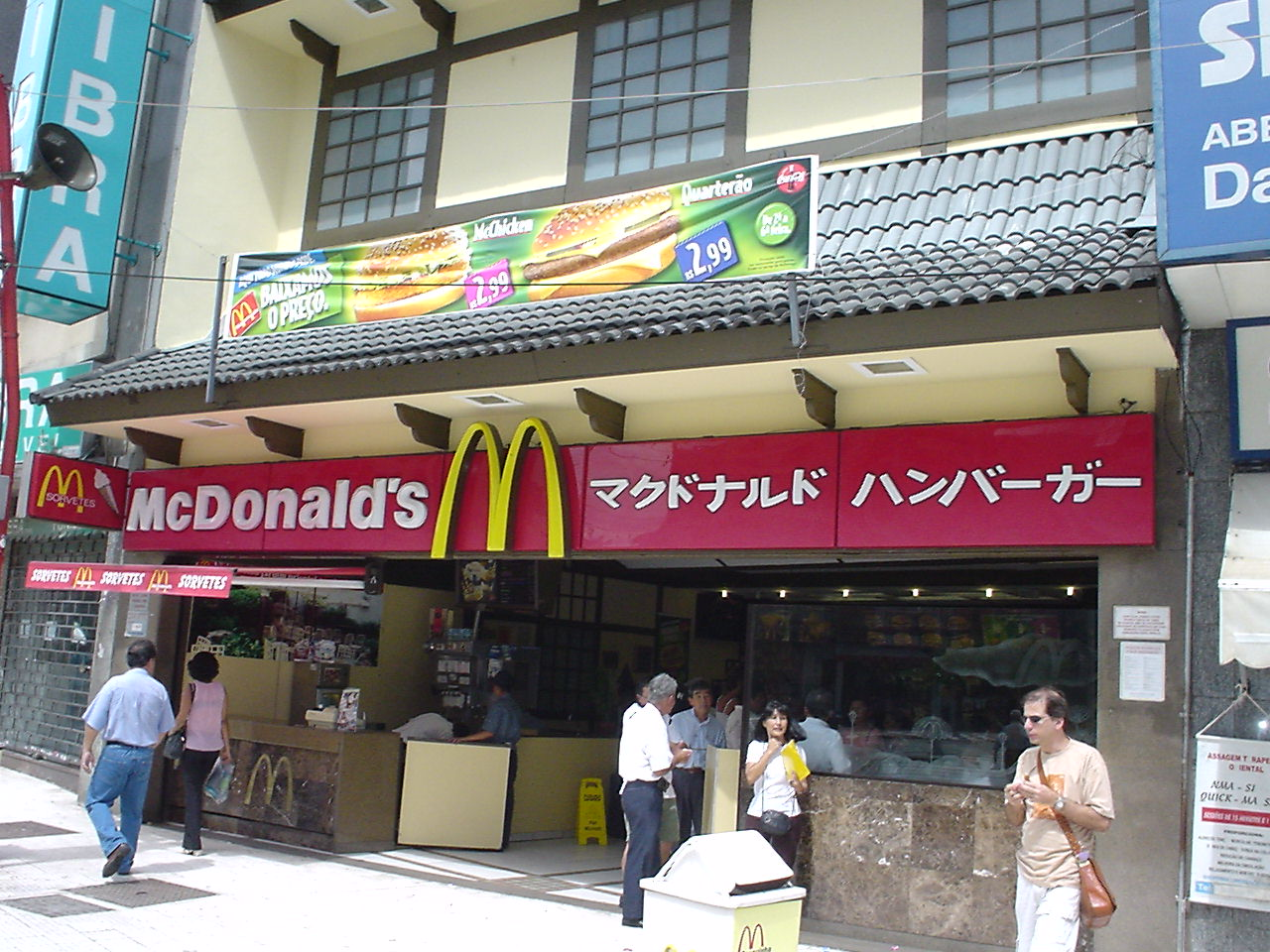
리베르다지 맥도날드 체인점.